# Roberto Galia
Roberto Galia (Trapani, 16 de março de 1963) é um treinador e ex-futebolista profissional italiano que atuava como meia.

## Carreira
Galia se profissionalizou no Calcio Como.

## Seleção
Roberto Galia integrou a Seleção Italiana de Futebol nos Jogos Olímpicos de 1988, de Seul.